# Bruce Perens
Bruce Perens (1958) è un informatico statunitense.
È stato un leader del progetto Debian GNU/Linux. Se da un lato Richard Stallman rappresenta la parte filosofica del movimento che gira attorno a GNU e al software libero, in Bruce Perens ed Eric Raymond risiede la capacità di conciliare la filosofia con le regole del mercato.

## Carriera

### Una carriera da autodidatta
Per Bruce Perens l'avvicinamento al mondo dell'informatica comincia al college, ma da autodidatta: tutta la sua formazione successiva come programmatore rimarrà tale. Il computer lo appassiona a tal punto che comincia a non presentarsi alle lezioni del college e non riesce a conseguire la laurea: "I got so involved in the computer that I didn't go to classes anymore".
La scrittura del primo programma è legata a necessità pratiche e personali: mentre lavora alla stazione radio del New York Institute of Technology come addetto alla gestione della scaletta settimanale dei programmi e degli intermezzi pubblicitari, si rende conto che questa mansione può essere notevolmente facilitata dall'ausilio del computer.
Come primo impiego, tra il 1981 e il 1986, lavora per i laboratori di computer grafica del New York Institute of Technology. Si tratta dell'istituto predecessore della Pixar: molte delle innovazioni che hanno reso possibile la produzione di film con personaggi animati sono nate in questi laboratori. Perens comincia ricoprendo un ruolo certo non di prestigio (mini computer disk operator), ma in meno di un anno diventa operating system programmer.
Dall'1987 al 1999 è senior System programmer alla Pixar; qui lavora per 12 anni, specializzandosi su strumenti hardware e software per l'animazione. È in questo periodo che si lascia coinvolgere dal nascente movimento Open Source e Linux.
Nel 1999 è cofondatore, presidente e azionista di maggioranza della Linux Capital Group, attività alla quale dedica solo poche ore alla settimana e che attraversa per il momento una fase ancora embrionale di sviluppo.

### Evangelista dell'Open Source in HP
In questo periodo Bruce Perens appare spesso sui media e si mette in evidenza nel mondo Linux. Questa sua particolare visibilità nell'ambiente open source lo porta ad essere contattato dalla HP come senior strategist Linux ed Open Source.
Il ruolo assegnatogli è di una certa importanza e dalle dichiarazioni rilasciate da Perens emerge un certo entusiasmo rispetto a questo impiego: "I was the first Open Source evangelist to gain a role in top management of a multi-Bilion-dollar corporation", "on the org chart there were only three people between me and the CEO - a general management, a vice-president, and a president".
La sua posizione in azienda vuole essere dichiaratamente scomoda: al suo ingresso in HP gli viene espressamente richiesto di sfidare i manager, cercando di aprire loro gli occhi sull'ampiezza delle soluzioni software disponibili sul mercato alternativo a quelle proprietarie maggiormente diffuse.
Nonostante l'entusiasmo per il ruolo in HP, dopo soli due anni è costretto a lasciare l'azienda: "it was a great job, but when the Hp-Compaq merger replaced the HP Linux management with Compaq folks, I was terminated". HP e Compaq si sono fuse diventando il secondo costruttore mondiale di pc e questo richiedeva buoni rapporti con Microsoft. Ma Perens non nascondeva di certo le sue idee contro i software proprietari: numerose, infatti, sono state le sue invettive pubbliche contro l'azienda di Redmond. Per questo, in seguito ai numerosi avvertimenti da parte del management, Perens è stato allontanato dall'azienda.

### Una vita dedicata al software libero
L'impegno nel e per il mondo Open Source si dimostra costante e molto articolato.
Oggi Bruce Perens, oltre ad essere uno dei principali portavoce del movimento Open Source, è consulente strategico e tecnico di Linux e Open Source Software per numerose aziende come IBM, NTT, Philips, NCR Corporation, Novell, Borland ed altre piccole aziende. Infatti, per citare un esempio, dopo aver pubblicamente criticato il primo tentativo da parte di IBM di scrivere una licenza Open Source, ha collaborato con la IBM stessa nella stesura della successiva versione, che è oggi applicata a numerosi prodotti dell'azienda, tra cui Jikes e Postfix.
Bruce Perens è inoltre primo Project Leader di Debian GNU/Linux Distribution. Grazie al suo contributo attivo la relativa comunità è passata da 60 a 200 volontari e ad oggi ne conta più di un migliaio. Di Debian GNU/Linux, Perens ha scritto anche il sistema di installazione e molta della "base system". È l'autore principale del Debian Social Contract, ideato con la collaborazione della Free Software Community e delle Debian Free Software Guidelines, in seguito ribattezzate The Open Source Definition.
È fondatore di Linux Standard Base, il progetto di standardizzazione di Linux.
Ha creato la No Code International, organizzazione nata con lo scopo, oggi raggiunto, di ottenere l'abolizione della Morse Code examination, necessaria per l'ottenimento della licenza per poter trasmettere da una radio amatoriale ad una frequenza inferiore ai 30 MHz.
Tra i software da lui scritti BusyBox, un kit di strumenti che, unitamente al kernel Linux, costituisce un sistema Linux completo e potente e Electric Fence, un debugger molto apprezzato per la sua velocità.
Per dare voce agli autori emergenti dell'Open Source è nata la Bruce Perens' Open Source Series, una collana di pubblicazioni edite dalla Prentice Hall PTR e distribuita con la Open Publication License, una licenza editoriale compatibile con l'Open Source. Questa serie si incentra su Linux e le tecnologie Open Source, includendo le tecnologie nuove ed emergenti.
Nel 2007 è stato ascoltato, unitamente a Richard Stallman e al prof. Arturo Di Corinto in una audizione ufficiale dalla commissione cultura della Camera dei deputati.